# Секретари (Мериленд)
Секретари (енгл. Secretary) град је у америчкој савезној држави Мериленд.

## Демографија
По попису из 2010. године број становника је 535, што је 32 (6,4%) становника више него 2000. године.
| Група             | 2000.       | 2010.       |
| Белци             | 474 (94,2%) | 455 (85,0%) |
| Афроамериканци    | 3 (0,6%)    | 34 (6,4%)   |
| Азијати           | 4 (0,8%)    | 1 (0,2%)    |
| Хиспаноамериканци | 20 (4,0%)   | 39 (7,3%)   |
| Укупно            | 503         | 535         |